# Linzhang
Linzhang, även romaniserat Linchang, är ett härad som lyder under Handans stad på prefekturnivå i Hebei-provinsen i norra Kina.
Den gamla kinesiska staden Yecheng (kinesiska: 邺城?, pinyin: Yèchéng), som grundades under Vår- och höstperioden (722 till 481 f.Kr.), var belägen i dagens Linzhang. Här hade flera nordliga dynastier, däribland Östra Weidynastin (534–550) och Norra Qidynastin sina huvudstäder.
Orten tillhörde tidigare Henan-provinsen, men överfördes till Hebei under Folkrepubliken Kina.